# O Menino e o Bruxo
O Menino e o Bruxo é um livro infanto-juvenil brasileiro, de autoria de Moacyr Scliar, publicada pela Editora Ática.
A obra foi comparada a Dom Casmurro, de Machado de Assis, de modo a que foi estabelecida uma relações entre ambas, em especial pelo aspecto metaficcional do texto contemporâneo.